# Klas Pontus Arnoldson
Klas Pontus Arnoldson (27. října 1844, Göteborg - 20. února 1916, Stockholm) byl švédský spisovatel, novinář, politik a angažovaný pacifista, který spolu s Fredrikem Bajerem roku 1908 obdržel Nobelovu cenu míru.
Spoluzaložil a stal se prvním předsedou Švédské mírové a arbitrážní společnosti.
V roce 1890 se zasloužil o vyřešení sporu mezi Švédskem a Norskem.